# José Antônio Pereira
José Antônio Pereira (Barbacena, 19 de março de 1825 — Campo Grande, 11 de janeiro de 1900) foi um desbravador brasileiro, fundador da cidade de Campo Grande.

## A viagem para o Oeste

### A família
Nascido no antigo Arraial de Nossa Senhora da Piedade da Borda do Campo, hoje Barbacena, era filho de Manuel Antônio Pereira e de Francisca de Jesus Pereira. Já moço, muda-se para São João del-Rei, e lá casa-se com Maria Carolina de Oliveira. Nessa época, muda-se novamente para o povoado de São Francisco das Chagas do Monte Alegre, ainda em Minas Gerais. Com o crescimento da família, as terras passam a ser poucas, tendo então que José Antônio buscar novas alternativas. Surgiu como solução a ocupação de terras devolutas.

### A primeira viagem
Com o fim da Guerra do Paraguai, muitos eram os relatos trazidos pelos militares de extensas terras de vacaria, devolutas, no Mato Grosso. É a partir daí que José Antônio Pereira decide-se por ir até ao sul de Mato Grosso, em 1872. Formou-se então uma primeira comitiva. No meio do caminho, defronta-se com terras de ótima qualidade, propícia à pecuária, na região de Campo Grande. José Antônio Pereira decidiu, então, estabelecer-se ali, na confluência dos córregos depois denominados de Segredo e Prosa. Constrói um rancho e forma uma pequena roça no lugar.

### A segunda viagem
Em 1875, à frente de uma comitiva de 65 pessoas, praticamente toda sua família, José Antônio Pereira deu início à segunda viagem rumo ao seu destino, a pequena propriedade que deixara em Campo Grande.

## O início de Campo Grande
Em 14 de agosto de 1875, José Antônio Pereira chega ao local onde havia deixado sua roça. Mas ao invés do zelador que havia deixado, encontra Manuel Vieira de Sousa (Manuel Olivério), mineiro de Prata, que igualmente fora atraído para aquelas terras devolutas. Manuel Olivério manifesta intenção de devolver as terras, mas José Antônio lhe propõe parceria nas atividades a desenvolver. Logo se tornam amigos e as famílias acabam se unindo através dos laços matrimoniais. Estava criada a primeira geração de campo-grandenses.

## A prática da medicina sertaneja
Seus conhecimentos de medicina sertaneja salvaram muitas vidas na recém fundada vila. Sabia encanar os fraturados, pensar as chagas, preparava e administrava unguentos, xaropes, chás e garrafadas. Além disso, assistiu a muitos partos. Era exímio benzedor, costume corrente na época, para curar os males.
Ainda em vida, viu o Arraial se transformar em vila, adquirindo status de município, em 1899.